# Hornbeker Mühlenbach
Die Hornbeker Mühlenbach ist ein ca. 7 km langer Bach im Kreis Herzogtum Lauenburg des deutschen Bundeslandes Schleswig-Holstein. Er entspringt bei Niendorf a. d. St. und fließt bei Hornbek durch ein tief eingeschnittenes Kerbtal in den Elbe-Lübeck-Kanal (vor 1900 in die Delvenau). Die Alte Salzstraße überquerte ihn hier auf dem Mühlendamm.
Besondere Bedeutung hatte er, weil er seit 810 Teil des Limes Saxoniae war und damit die Grenze zwischen Sachsen und Abodriten (Slawen) bildete.